# Nádori Péter
Nádori Péter (Budapest, 1967. december 15. –) magyar újságíró, kommunikációs szakértő.

## Életpályája
1987–1992 között az ELTE BTK hallgatója volt. 1990–1995 között a Magyar Narancs megbízott főszerkesztője és felelős szerkesztőjeként, 1992–2003 között a Tilos Rádió munkatársaként dolgozott. 1996–1997 között a Vasárnapi Hírek munkatársa, 1998-tól 2001-ig az Origo szerkesztője volt. 2001-ben a Magyarországi Tartalomszolgáltatók Egyesületének (MTE) egyik alapító tagja lett. 2001–2007 között a HVG munkatársa, majd kommunikációs tanácsadója volt. 2008–2011 között ismét az Origónál dolgozott felelős szerkesztőként. 2012-ben a Bors főszerkesztő-helyettese lett. 2020 szeptemberében az alakuló Telex csapatához csatlakozott. 2022. február 1-jétől a Direkt36 nonprofit hátterének menedzsere.